# تشارلز ألتون إيليس
تشارلز ألتون إيليس (1876 - 1949) (Charles Alton Ellis) أستاذ هندسة مدنية أمريكي شارك في بناء جسر البوابة الذهبية في سان فرانسيسكو. لم يكن يحمل لقب مهندس، ولكنه كان مسؤولا عن العمليات الحسابية المتعلقة بهيكل الجسر. وكان مع ليون موسيف من أصحاب فكرة برجين للجسر بارتفاع أكثر من 200 متر فوق مستوى البحر.